# Proteína intrinsecamente desordenada

Flexibilidade conformacional na proteína SUMO-1 (PDB:1a5r). A parte central mostra uma estrutura relativamente ordenada. Por outro lado, as regiões N- e C-terminais (esquerda e direita, respectivamente) mostram 'distúrbio intrínseco', embora uma região helicoidal curta persista na cauda N-terminal. Dez modelos de RMN alternativos foram transformados. Elementos da estrutura secundária: α-hélices (vermelho), β-folhas (setas azuis).

Uma proteína intrinsecamente desordenada (PID) é uma proteína que não possui uma estrutura tridimensional fixa ou ordenada, normalmente na ausência de seus parceiros de interação macromolecular, como outras proteínas ou RNA. As PIDs variam de totalmente não estruturadas a parcialmente estruturadas e incluem bobinas aleatórias, agregados semelhantes a glóbulos fundidos ou ligantes flexíveis em grandes proteínas de vários domínios. Elas às vezes são consideradas como uma classe separada de proteínas, juntamente com proteínas globulares, fibrosas e de membrana.
A descoberta de PIDs refutou a ideia de que estruturas tridimensionais de proteínas devem ser fixadas para realizar suas funções biológicas. O dogma da estrutura proteica rígida foi abandonado devido à crescente evidência de que a dinâmica é necessária para as máquinas de proteínas. Apesar de sua falta de estrutura estável, as PIDs são uma classe de proteínas muito grande e funcionalmente importante. Muitos PIDs podem adotar uma estrutura tridimensional fixa após a ligação a outras macromoléculas. Em geral, as PIDs são diferentes das proteínas estruturadas de muitas maneiras e tendem a ter função, estrutura, sequência, interações, evolução e regulação distintas.